# Carex capitata
Espèce
Classification phylogénétique
Carex capitata est une espèce de plantes du genre Carex et de la famille des Cyperaceae.